# Милан Јелић
Милан Јелић (Копривна код Модриче, 26. март 1956 — Добој, 30. септембар 2007) био је српски политичар, универзитетски професор, привредник и спортски радник из Републике Српске. Био је шести предсједник Републике Српске, предсједник Фудбалског савеза БиХ и Фудбалског савеза Републике Српске.

## Биографија
Рођен је у општини Модрича 1956. Средњу школу је завршио у Добоју. Дипломирао је на Економски факултет у Суботици. Четири године провео је у Скупштини општине Модрича. Почетком 1987. године постављен је за генералног директора ООУР „8. септембар“ у Модричи (данашњег државног предузећа „28. јуни“), гдје је провео седам година, а потом је постављен за генералног директора „Рафинерија уља“ Модрича. Потписивањем Дејтонског споразума биран је испред општине Модрича за народног посланика у Народној скупштини Републике Српске. Докторирао је на Економском факултету у Бањој Луци.
Био је доцент на предмету Менаџмент на Технолошком факултету у Зворнику од октобра 2003. године, а од 2004. на Економском факултету у Бањој Луци предавао је исти предмет
Обављао је дужност предсједника Фудбалског савеза Републике Српске и Босне и Херцеговине. Изабран је за шестог председника Републике Српске крајем 2006. године. Преминуо је 30. септембра 2007. године.

### Политика
Од марта 2006. године био је министар привреде, енергетике и развоја у Влади Републике Српске.
Од 9. новембра 2006. до смрти, 30. септембра 2007. био је предсједник Републике Српске.
Срчани напад је доживео док је рекреативно трчао на стадиону фудбалског клуба у Модричи. Сви покушаји реанимације у болници у Добоју нису успели.

## Награде
- Менаџер године у Републици Српској за 2002. годину,
- Менаџер деценије у БиХ у 2003. години,
- „Орден за стваралаштво“ (Merite de l 'Invention) 2005,
- „Повеље града“ највише признање општине Модрича
- Орден Светог Саве I реда

## Приватни живот
Миланов син је српски фудбалер Петар Јелић.